# Lorong Chuan (métro de Singapour)
Lorong Chuan est une station de métro à Singapour. 